# Samuel Fowler (Politiker, 1851)
Samuel Fowler (* 22. März 1851 in Port Jervis, Orange County, New York; † 17. März 1919 in  Newark, New Jersey) war ein US-amerikanischer Politiker. Zwischen 1889 und 1893 vertrat er den Bundesstaat New Jersey im US-Repräsentantenhaus.

## Werdegang
Samuel Fowler war der Sohn von des Obersts Samuel Fowler (1818–1863) und ein Enkel des Kongressabgeordneten Samuel Fowler. Der jüngere Fowler besuchte die Newton Academy und studierte danach am Princeton College. Nach einem anschließenden Jurastudium an der Columbia Law School in New York City und seiner 1873 erfolgten Zulassung als Rechtsanwalt begann er ab 1876 in Newark in diesem Beruf zu arbeiten. Gleichzeitig schlug er als Mitglied der Demokratischen Partei eine politische Laufbahn ein.
Bei den Kongresswahlen des Jahres 1888 wurde Fowler im vierten Wahlbezirk von New Jersey in das US-Repräsentantenhaus in Washington, D.C. gewählt, wo er am 4. März 1889 die Nachfolge von James N. Pidcock antrat. Nach einer Wiederwahl konnte er bis zum 3. März 1893 zwei Legislaturperioden im Kongress absolvieren. Ab 1891 war er Vorsitzender des Ausschusses, der sich mit der Handelsmarine und der Fischerei befasste. Im Jahr 1892 verzichtete Samuel Fowler auf eine erneute Kongresskandidatur. Nach dem Ende seiner Zeit im US-Repräsentantenhaus praktizierte er als Anwalt in Ogdensburg. Er starb am 17. März 1919 in Newark.